# لیزر هلیوم-نئون

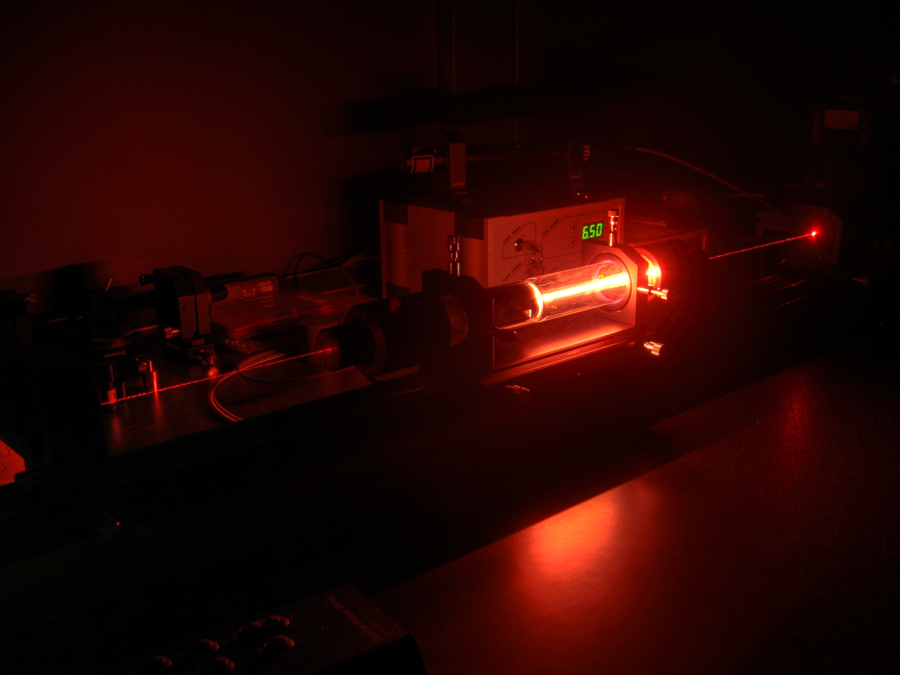
لیزر هلیوم-نئون در دانشگاه کمنیتس آلمان

لیزر هلیوم-نئون (به انگلیسی : He-Ne)، نوعی لیزر گازی است که محیط پرانرژی آن از مخلوطی به نسبت ۱۰:۱ هلیوم و نئون با فشار کلی حدود ۱ تور ( حدود ۱۳۳٫۳  پاسکال) داخل یک تخلیه الکتریکی کوچک تشکیل شده‌است. شناخته شده‌ترین و پرکاربردترین لیزر He-Ne در طول موج ۶۳۲٫۸ نانومتر، در قسمت قرمز طیف مرئی کار می کند.

## تاریخچه توسعه لیزر He-Ne
اولین لیزرهای He-Ne توسط فیزیکدان ایرانی علی جوان و همکارانش ساختهرشد که در ۱۱۵۰ نانومتر مادون قرمز ساطع کردند، و اولین لیزرهای گازی و اولین لیزرهایی با خروجی موج پیوسته بودند. با این حال، لیزری که در طول موج‌های مرئی کار می‌کرد، بسیار مورد تقاضا بود، و تعدادی از انتقال‌های نئونی دیگر برای شناسایی مواردی که در آن‌ها می‌توان به وارونگی جمعیت دست یافت، مورد بررسی قرار گرفت. خط ۶۳۳ نانومتر مشخص شد تا دارای بالاترین بهره در طیف مرئی و این طول موج انتخابی برای اکثر لیزرهای He-Ne باشد. با این حال، سایر طول موج‌های انتشار-تحریک شده مرئی و مادون قرمز، و با استفاده از پوشش‌های آینه ای با حداکثر بازتاب آنها در این طول موج‌های دیگر امکان‌پذیر می‌باشند. لیزرهای He-Ne را می‌توان برای استفاده از این انتقال‌ها مهندسی کرد، از جمله لیزرهای مرئی که قرمز، نارنجی، زرد و سبز به نظر می‌رسند. انتشارات تحریک شده از بیش از ۱۰۰ میکرومتر مورد در مادون قرمز دور تا ۵۴۰ نانومتر در مرئی شناخته شده‌اند.
از آنجایی که انتقال‌های مرئی تا حدی دارای بهره کمتری هستند، این لیزرها عموماً بازده خروجی کمتری دارند، هزینه بیشتری نیز دارند. ۳٫۳۹ میکرومتر انتقال بهره بسیار بالایی دارد، اما از استفاده در لیزر He-Ne معمولی (با طول موج مورد نظر متفاوت) جلوگیری می‌شود، زیرا حفره و آینه‌ها در آن طول موج دارای تلفات هستند. با این حال، در لیزرهای پرقدرت He-Ne که دارای یک حفره به خصوص طولانی هستند، سوپرلومینسانس در ۳٫۳۹ میکرومتر می‌تواند به یک مزاحم تبدیل شود، انرژی را از محیط انتشار تحریک‌شده سلب کند، که اغلب به سرکوب اضافی نیاز دارد.
شناخته شده‌ترین و پرکاربردترین لیزر He-Ne در طول موج ۶۳۲٫۸ نانومتر، در قسمت قرمز طیف مرئی کار می‌کند. در سال ۱۹۶۲ در آزمایشگاه تلفن بل، 18 ماه پس از نمایش پیشگامانه اولین لیزر گازی He-Ne مادون قرمز پیوسته در همان آزمایشگاه در دسامبر ۱۹۶۰ توسعه یافت.

## ساخت و بهره‌برداری
محیط بهره لیزر، همان‌طور که از نامش پیداست، مخلوطی از گازهای هلیوم و نئون به نسبت تقریباً ۱۰:۱ است که با فشار کم در یک پاکت شیشه ای موجود است. مخلوط گاز بیشتر هلیوم است، به طوری که اتم‌های هلیوم می‌توانند برانگیخته شوند. اتم‌های هلیوم برانگیخته با اتم‌های نئون برخورد می‌کنند و برخی از آنها را به حالتی برانگیخته می‌کند که ۶۳۲٫۸ نانومتر تابش می‌کند. بدون هلیوم، اتم‌های نئون بیشتر برانگیخته خواهند شد تا به حالت‌های برانگیخته پایین‌تر، مسئول خطوط غیر لیزری، برانگیخته می‌شوند.
یک لیزر نئون بدون هلیوم می‌تواند ساخته شود، اما بدون این وسیله اتصال انرژی بسیار دشوارتر است؛ بنابراین، لیزر He-Ne که به اندازه کافی هلیوم خود را از دست داده‌است (مثلاً به دلیل انتشار از طریق مهر و موم یا شیشه) عملکرد لیزر خود را از دست می‌دهد زیرا راندمان پمپاژ بسیار پایین خواهد بود. منبع انرژی یا پمپ لیزر توسط یک تخلیه الکتریکی با ولتاژ بالا که از طریق گاز بین الکترودها (آند و کاتد) درون لوله عبور می‌کند، تأمین می‌شود. جریانDC 3 تا ۲۰ میلی‌آمپر معمولاً برای [./https://en.wikipedia.org/wiki/Continuous%20wave#Laser%20physics عملیات CW] مورد نیاز است. حفره نوری لیزر معمولاً از دو آینه مقعر یا یک صفحه و یک آینه مقعر تشکیل شده‌است: یکی دارای بازتاب بسیار بالا (معمولاً ۹۹٫۹٪) و آینه جفت کننده خروجی که امکان انتقال تقریباً ۱٪ را فراهم می‌کند.

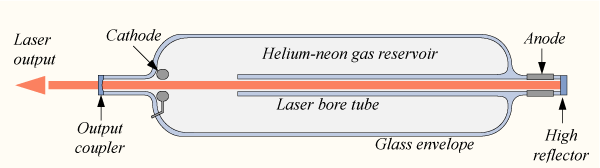
نمودار شماتیک لیزر هلیوم نئون

لیزرهای تجاری He-Ne دستگاه‌های نسبتاً کوچکی هستند، در بین لیزرهای گازی که دارای طول حفره معمولاً بین ۱۵ تا ۵۰ سانتی‌متر است. (اما گاهی تا حدود ۱ متر برای دستیابی به بالاترین توان) و سطوح توان خروجی نوری از ۰٫۵ تا ۵۰میلی وات.
طول موج لیزر He-Ne قرمز ۶۳۳ نانومتر دارای طول موج خلاء واقعی ۶۳۲٫۹۹۱ است نانومتر یا حدود ۶۳۲٫۸۱۶ نانومتر در هوا طول موج حالت‌های انتشار تحریک شده در حدود ۰٫۰۰۱ قرار دارد نانومتر بالاتر یا کمتر از این مقدار، و طول موج آن حالت‌ها به دلیل انبساط و انقباض حرارتی حفره در این محدوده تغییر می‌کند. نسخه‌های تثبیت‌شده با فرکانس، طول موج یک حالت واحد را در ۱ مشخص می‌کنند. بخش 10 8 با تکنیک مقایسه توان دو حالت طولی در قطبش‌های مخالف. تثبیت مطلق فرکانس (یا طول موج) لیزر به اندازه ۲٫۵ قطعات 10 11 را می‌توان با استفاده از سلول جذب ید به دست آورد. en:Helium–neon laser#cite note-NIST-7

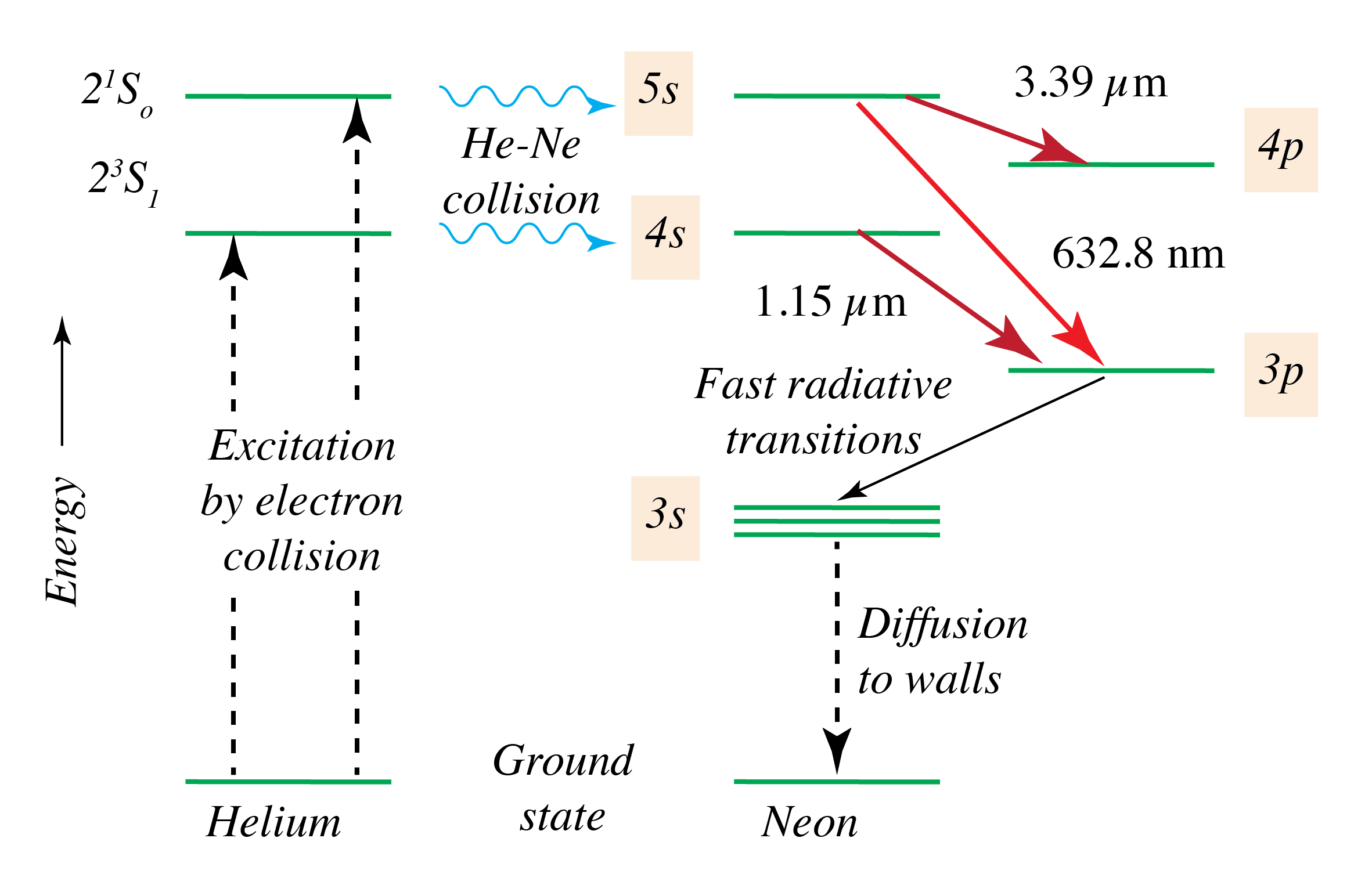
سطوح انرژی در لیزر He-Ne

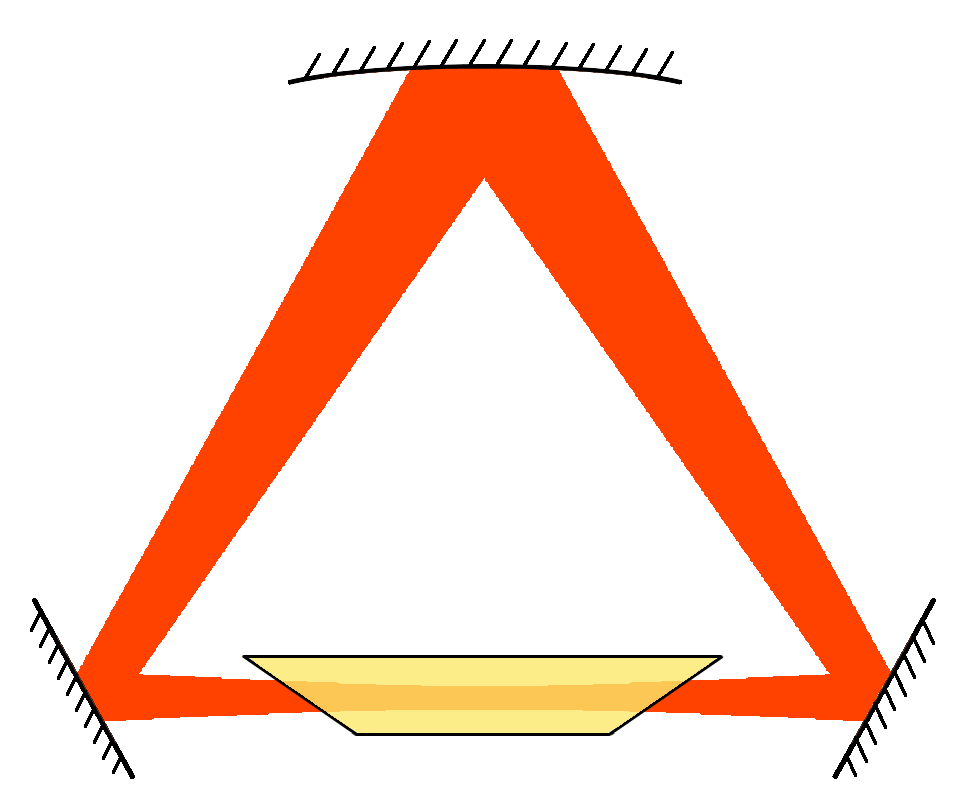
لیزر رینگ He-Ne

مکانیسم ایجاد وارونگی جمعیت و تقویت نور در پلاسمای لیزر He-Ne از برخورد غیرالاستیک الکترون‌های پرانرژی با اتم‌های هلیوم حالت پایه در مخلوط گاز سرچشمه می‌گیرد. همان‌طور که در نمودار سطح انرژی همراه نشان داده شده‌است، این برخوردها اتم‌های هلیوم را از حالت پایه به حالت‌های برانگیخته با انرژی بالاتر، از جمله 2 3 S 1 و 2 1 S 0 (LS، یا جفت راسل-ساندر، شماره جلو ۲، تحریک می‌کنند. نشان می‌دهد که یک الکترون حالت ۲= n برانگیخته است) حالت‌های فراپایدار با عمر طولانی هستند. به دلیل تصادفی تقریباً تصادفی بین سطوح انرژی دو حالت ناپایدار He و سطوح نئون 5s 2 و 4s 2 ([./https://en.wikipedia.org/wiki/Term%20symbol#Racah%20notation%20and%20Paschen%20notation نماد Paschen] ])، برخورد بین این اتم‌های بی‌پایدار هلیوم و اتم‌های نئون حالت پایه منجر به انتقال انتخابی و کارآمد انرژی تحریک از هلیوم به نئون. این فرایند انتقال انرژی تحریکی توسط معادلات واکنش داده می‌شود
He*(2 3 S 1) + Ne 1 S 0 → He(1 S 0) + Ne*4s 2 + Δ E ,
He*(2 1 S) + Ne 1 S 0 + Δ E → He(1 S 0) + Ne*5s 2،
که در آن * یک حالت برانگیخته را نشان می‌دهد و Δ E اختلاف انرژی کوچک بین حالات انرژی دو اتم، از مرتبه ۰٫۰۵ eV یا ۳۸۷ سانتی‌متر -1 است، که توسط انرژی جنبشی تأمین می‌شود. انتقال انرژی - تحریک جمعیت سطوح نئون 4s 2 و 5s 2 را چندین برابر افزایش می‌دهد. هنگامی که جمعیت این دو سطح بالا از سطح پایین‌تر مربوطه، 3p 4 که به صورت نوری به آن متصل هستند، بیشتر شود، وارونگی جمعیت وجود دارد. این محیط قادر است نور را در یک باند باریک در ۱٫۱۵ تقویت کند میکرومتر (مرتبط با انتقال 4s 2 به 3p 4) و در یک نوار باریک در ۶۳۲٫۸ نانومتر (مرتبط با انتقال 5s 2 به 3p 4). سطح 3p 4 به‌طور مؤثر با واپاشی تابشی سریع به حالت 3s تخلیه می‌شود و در نهایت به حالت پایه می‌رسد.
مرحله باقیمانده در استفاده از تقویت نوری برای ایجاد یک نوسان ساز نوری، قرار دادن آینه‌های بسیار بازتابنده در هر انتهای محیط تقویت کننده است، به طوری که یک موج در یک حالت فضایی خاص به خود منعکس می‌شود و در هر گذر، قدرت بیشتری نسبت به از دست دادن قدرت به دست می‌آورد. برای انتقال از طریق آینه‌ها و پراش. هنگامی که این شرایط برای یک یا چند حالت طولی برآورده می‌شود، تابش در آن حالت‌ها به سرعت افزایش می‌یابد تا زمانی که اشباع بهره رخ دهد، و در نتیجه یک خروجی پرتو لیزر پیوسته از طریق آینه جلویی (معمولاً ۹۹٪ بازتابنده) ایجاد می‌شود.

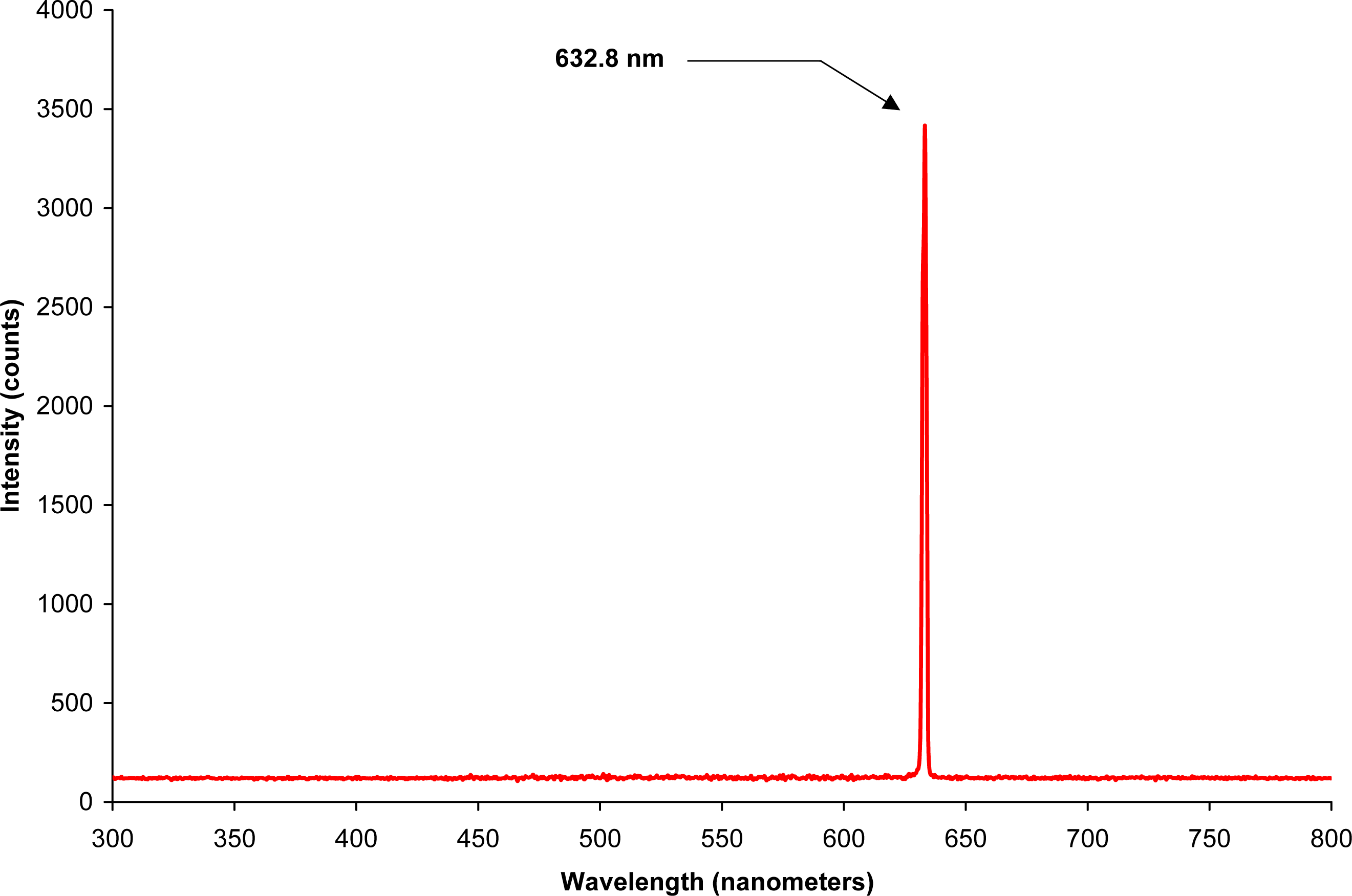
طیف لیزر هلیوم-نئون که خلوص طیفی بسیار بالای آن را نشان می‌دهد (محدود شده توسط دستگاه اندازه‌گیری). ۰٫۰۰۲ نانومتری پهنای باند محیط انتشار تحریک شده بیش از 10,000 برابر باریکتر از عرض طیفی یک دیود ساطع کننده نور است (برای مقایسه به طیف آن مراجعه کنید)، با پهنای باند یک حالت طولی منفرد هنوز هم بسیار باریک‌تر است.

پهنای باند بهره لیزر He-Ne به جای افزایش فشار به دلیل فشار کم گاز، تحت سلطه گسترش داپلر است و بنابراین کاملاً باریک است: فقط حدود ۱٫۵ گیگاهرتز عرض کامل برای انتقال ۶۳۳ نانومتر با حفره‌هایی با طول معمولی ۱۵ تا ۵۰ سانتی‌متر، حدود ۲ تا 8 حالت‌های طولی برای نوسان به‌طور همزمان این اجازه را می‌دهد. (با این حال، واحدهای تک حالت طولی برای کاربردهای خاص در دسترس هستند). خروجی مرئی لیزر He-Ne قرمز، طول پیوستگی طولانی و کیفیت فضایی عالی آن، این لیزر را به منبع مفیدی برای هولوگرافی و به عنوان مرجع طول موج برای طیف‌سنجی تبدیل می‌کند. لیزر He-Ne تثبیت شده نیز یکی از سیستم‌های معیار برای تعریف متر است. en:Helium–neon laser#cite note-NIST-7
قبل از اختراع لیزرهای دیود ارزان و فراوان، لیزرهای قرمز He-Ne به‌طور گسترده در اسکنرهای بارکد در پیشخوان‌های فروشگاه‌های سوپرمارکت استفاده می‌شدند. ژیروسکوپ‌های لیزری از لیزرهای He-Ne استفاده می‌کنند که در ۶۳۳ نانومتر در پیکربندی لیزر حلقه ای کار می‌کنند. لیزرهای He-Ne به‌طور کلی در آزمایشگاه‌های نوری آموزشی و تحقیقاتی وجود دارند.

## برنامه‌های کاربردی
لیزرهای Red He-Ne کاربردهای صنعتی و علمی بسیار زیادی دارند. این لیزرها به دلیل هزینه نسبتاً پایین و سهولت کار در مقایسه با سایر لیزرهای مرئی که پرتوهایی با کیفیت مشابه از نظر انسجام فضایی (پرتو گاوسی تک حالته) و طول انسجام طولانی تولید می‌کنند، به‌طور گسترده در آزمایشات آزمایشگاهی در زمینه اپتیک استفاده می‌شوند. (با این حال، از حدود سال ۱۹۹۰، لیزرهای نیمه هادی جایگزین کم هزینه ای برای بسیاری از کاربردهای این چنینی ارائه کرده‌اند)
از سال ۱۹۷۸، لیزرهای تیوبی HeNe (تولید شده توسط توشیبا و NEC) در پخش کننده‌های Pioneer LaserDisc استفاده شد. این امر تا سال ۱۹۸۴ ادامه یافت که در مدل‌های سال ۱۹۸۴ از دیودهای لیزر مادون قرمز استفاده شد. پایونیر به استفاده از دیودهای لیزر در همه پخش‌کننده‌های بعدی تا زمان توقف این فرمت در سال ۲۰۰۹ ادامه داد.